# روم ایت
روم اِیت (انگلیسی: Room 8؛ ‏ حوالی ۱۹۴۷–۱۳ اوت ۱۹۶۸) گربه‌ای خیابانی بود که نخستین بار در سال ۱۹۵۲، سرگردان در یکی از کلاس‌های «مدرسهٔ ابتدایی الیسین هایتز» در اکو پارک، لس آنجلس ظاهر شد. او در تمام طول سال تحصیلی در مدرسه زندگی می‌کرد و سپس هنگام تعطیلات تابستانی ناپدید می‌شد و با دوباره با شروع مجدد سال تحصیلی و آغاز کلاس‌ها، به مدرسه بازمی‌گشت. این الگوی رفتاری او تا اواسط دهه ۱۹۶۰ میلادی بدون وقفه ادامه یافت.
دوربین‌های خبری از ابتدایِ سالِ تحصیلی، در انتظارِ بازگشتِ گربه به مدرسه در آن مکان مستقر می‌شد. او چنان مشهور شد که مدرسه روزانه ۱۰۰ نامه خطاب به او دریافت می‌کرد. در نهایت، مستندی به نام «گربه بزرگ، گربه کوچک» درباره‌اش ساخته شد و کتابی برای کودکان به نام گربه‌ای به نام روم اِیت در موردش نوشته شد. مجله لوک یک مقاله سه صفحه‌ای دربارهٔ او با عکس‌هایی از «ریچارد هیوت» در نوامبر ۱۹۶۲ با عنوان «روم اِیت: گربه دبستان» منتشر کرد. لیو کاتکی نیز یک قطعه موسیقی بی‌کلام به‌نام «روم اِیت» نوشت که در آلبوم سال ۱۹۷۱ او به نام «بچه کوچه‌گرد» گنجانده شد.
روم اِیت در دوران بلوغ در یک دعوای گربه‌ای، مجروح شد و دچار «ذات‌الریه گربه‌ای» شد، بنابراین خانواده‌ای در نزدیکی مدرسه داوطلب شدند تا او را شب‌ها به خانه ببرند. سرایدار مدرسه او را در پایان روز در مدرسه پیدا می‌کرد و آن طرف خیابان، به آن خانواده تحویل می‌داد.
آگهی ترحیم او در روزنامهٔ لس آنجلس تایمز چیزی کم از آگهی‌های چهره‌های مهم سیاسی نداشت و شاملِ سه ستون با یک عکس بود. این گربه به قدری معروف بود که آگهی ترحیم او را فرسنگ‌ها آنطرف‌تر در روزنامه‌های هارتفورد، کنتیکت چاپ شد. دانش‌آموزان برای تهیه سنگ قبر او، کمک مالی جمع‌آوری کردند. او در پارک یادبود حیوانات خانگی لس آنجلس در کَلَباسِس شهرستان لس آنجلس، کالیفرنیا به خاک سپرده شد.
مدرسهٔ ابتدایی الیسین هایتز یک نقاشی دیواری در بیرون مدرسه دارد که روم ایت را نشان می‌دهد و معلمان کتاب او را برای هر کلاس جدید می‌خوانند. نقش پنجهٔ روم ایت در سیمان پیاده‌روی بیرون مدرسه جاودانه شده‌است.
در سال ۱۹۷۲، یک پناهگاه برای گربه‌ها به نام «بنیاد یادبود روم اِیت» راه‌اندازی شد.

## برای مطالعهٔ بیشتر
- A Cat Called Room 8, Virginia Finley and Beverly Mason, illustrated by Valerie Martin, G. P. Putnam's Sons, 1966, شابک ‎۰−۳۹۹−۶۰۰۸۵-X, LCCN 66-14332.